# Fiat 804
La Fiat 804 è una vettura da competizione costruita dalla casa automobilistica italiana Fiat nel 1922 per competere nella Formula Grand Prix.

## Storia
Per la stagione 1922 l'AIACR (futura FIA) varò un nuovo regolamento per le gare di Formula Grand Prix, che prevedeva un calo della cilindrata massima da 3.000 a 2.000 cm³. La Fiat decise di progettare una nuova vettura, mantenendo comunque elementi del telaio e alcuni componenti dalla Fiat 803 da 3.000 cm³.
L'auto raggiungeva i 170 km/h, velocità notevole per l'epoca, grazie ai suoi 95 CV.
La vettura vinse il Gran Premio dell'Automobile Club di Francia e il Gran Premio d'Italia 1922 con alla guida Felice Nazzaro.
La potenza del motore, però, metteva in crisi la stabilità della vettura, date le modeste cognizioni tecniche dell'epoca. In poco più di un anno, tre piloti Fiat trovarono la morte in gara con questa vettura: Biagio Nazzaro, Evasio Lampiano ed Enrico Giaccone.